# 실버 서퍼
실버 서퍼(Silver Surfer)는 마블 코믹스 세계관의 등장인물이며 판타스틱4 유니버스의 메인 빌런이다.

## 개요
실버 서퍼는 잭 커비와 스탠 리가 만들었다. 판타스틱 4의 닥터 둠 등과 함께 메인 빌런이다. 지구로 오게 된 후 영웅이 된다.

## 생김새
몸이 전체적으로 은색이고 공중에 뜨는 호버보드를 타고 다닌다.